# ヴァイオリンのためのロマンス (エルガー)
『ロマンス』（Romance）ホ短調 作品1は、エドワード・エルガーが1878年もしくは1879年に作曲したヴァイオリンとピアノのための楽曲。
曲はウスターの管弦楽団で共に演奏していたエルガーの旧友でアマチュア音楽家、食料雑貨商を営んでいたオスウィン・グレインジャーへと献呈された。1885年にショット社から出版されており、初演は10月20日にウスターで行われた。

## 楽曲構成
アンダンテ 12/8拍子 ホ短調
4小節のピアノの導入に続き、ヴァイオリンが譜例1を奏する。

譜例1
続いて、再びピアノの導入からヴァイオリンがト長調の旋律を出す（譜例2）。

譜例2
その後、熱を帯びていき2度の頂点を迎えると譜例1が回帰する。最後はヴァイオリンの重音をたっぷりと歌わせ、弱音で曲を閉じる。
演奏時間は約5分。